# Teófilo Freitas
Teófilo Freitas (* 28. Mai 1993) ist ein Leichtathlet aus Osttimor.
2016 gewann Freitas die nationalen Meisterschaften im Rennen über 400 Meter, ebenso bei den ASEAN Para Games 2017 in Malaysia über 400 und 800 Meter.
Bei den Para-Asienspielen 2018 in Jakarta gewann Freitas das Finalrennen über 400 Meter in der Klasse T37 und somit die erste Goldmedaille für Osttimor überhaupt bei den Para-Asienspielen. Er absolvierte die Strecke mit neuer Asienrekordzeit in 53,14 Sekunden. Im Vorlauf hatte er noch 54,01 Sekunden benötigt. Bei denselben Spielen gewann er danach noch Gold über 1500 Meter (Klasse T37/38) in 00:04:32,74.
Am 3. Dezember 2018 wurde Freitas mit der Verdienstmedaille Osttimors ausgezeichnet.
Die Teilnahme von Freitas an den Sommer-Paralympics 2020 scheiterte, da das Komite Paralimpiku Nasional Timor Leste (CPNTL) die Teilnahme an den Spielen absagte. Aufgrund der COVID-19-Pandemie sei es unsicher, ob die Spiele stattfänden und eine Entsendung daher ein zu großes Risiko. Freitas startete in Paris bei den Sommer-Paralympics 2024.